# Assunta Maresca
Assunta Maresca, nota anche con lo pseudonimo di Pupetta (Castellammare di Stabia, 19 gennaio 1935 – Castellammare di Stabia, 29 dicembre 2021), è stata una mafiosa italiana.
Vedova del boss Pasquale Simonetti, detto Pascalone 'e Nola nonché sorella di Pasquale Maresca e Ciro Maresca, detto Lampetiello, fu protagonista di un episodio eclatante nella storia della camorra.

## Biografia

### Le origini e i primi delitti
Figlia di Alberto Maresca, un contrabbandiere  e nipote di Vincenzo Maresca, condannato a sette anni per l'omicidio del fratello Gerardo. Il primo incontro con la giustizia fu a scuola. Di notevole bellezza (vinse un concorso locale di miss), quando Pasquale Simonetti (detto Pascalone 'e Nola per la sua mole) si innamorò di lei i familiari benedissero il fidanzamento. Il 27 aprile 1955 Pupetta Maresca, già incinta, sposò il giovane delinquente. Testimone di nozze fu Antonio Esposito, detto Totonno 'e Pomigliano, futuro mandante dell'assassinio del marito.
Il 15 luglio 1955 Orlando Carlo Gaetano uccise Pasquale Simonetti. Alcuni mesi dopo, il 4 ottobre, Assunta - al sesto mese di gravidanza - uccise il presunto mandante dell'omicidio: Antonio Esposito. Secondo gli inquirenti, i colpi partirono da almeno quattro pistole. Dunque l'omicidio si inquadrava nella guerra di potere della camorra pre-cutoliana per la gestione dei prezzi del mercato ortofrutticolo. Il 14 ottobre 1955, la Maresca fu arrestata e condotta nel carcere di Poggioreale. Nel corso della sua detenzione partorì il primo figlio, Pasqualino. Condannata a 13 anni e 4 mesi per omicidio (con l'attenuante della provocazione) più l'interdizione perpetua dai pubblici uffici, fu graziata dopo oltre dieci anni di detenzione.

### La parentesi cinematografica
Nel 1967 ebbe un'esperienza come attrice cinematografica interpretando il ruolo della protagonista nel film Delitto a Posillipo, diretto da Renato Parravicini, vagamente ispirato alla sua vita ed in particolare alla vicenda giudiziaria che l'aveva resa nota e portata in carcere. Nel film è doppiata da Rita Savagnone, ma canta con la propria voce la canzone 'O bbene mio, scritta da lei. Chiusa la parentesi cinematografica, si dedicò a due negozi di abbigliamento a Napoli, e nel 1970 si innamorò del camorrista Umberto Ammaturo, dal quale ebbe due gemelli, Roberto e Antonella.

### La scomparsa del figlio
Nel 1974 il figlio Pasquale fu ucciso in un agguato: il corpo non fu mai ritrovato (secondo alcuni, venne rapito, legato ad un sasso e gettato in mare). Pasquale non aveva accettato la relazione della madre con Ammaturo e più volte lo aveva minacciato. Dell'omicidio fu subito sospettato Ammaturo, ma Pupetta non accettò mai del tutto questa ipotesi. Umberto Ammaturo fu comunque incarcerato, ma nell'aprile del 1975 fu assolto per insufficienza di prove; ciononostante il rapporto tra i due s'incrinò. Quando Ammaturo fu arrestato in Perù, in compagnia di una nuova bellissima e ricca fidanzata, Yohanna Valdez, la Maresca disse: «Per me Umberto non esiste più; resta solo il padre dei miei figli, che gli vogliono bene e lo rispettano come è loro dovere».

### La guerra contro Cutolo
Pupetta Maresca fu accusata di essere la mandante dell'omicidio di Ciro Galli (uomo di Raffaele Cutolo), ucciso nel 1981 per vendetta trasversale. Il pm chiese l'ergastolo, ma nel 1985 fu assolta per mancanza di prove. Il 13 febbraio 1982, in piena guerra tra NCO e NF, Pupetta Maresca indisse una conferenza stampa, nel corso della quale minacciò apertamente Raffaele Cutolo e la Nuova Camorra Organizzata: «Se per Nuova Famiglia si intende tutta quella gente che si difende dallo strapotere di quest'uomo, allora mi ritengo affiliata a questa organizzazione».
Poco dopo fu arrestata perché accusata di aver ordinato l'omicidio di Aldo Semerari, il criminologo e psichiatra che aveva dichiarato pazzo Cutolo; in seguito fu assolta. Fu assolta anche dalle successive accuse di tentata estorsione ad una banca e di traffico di stupefacenti. Nel 1986 la sezione misure di prevenzione del tribunale di Napoli stabilì che Pupetta Maresca apparteneva alla camorra come affiliata alla Nuova Famiglia. Per tale ragione ordinò la confisca dei beni.

### La detenzione e gli ultimi anni
La permanenza della Maresca nel carcere di Bellizzi Irpino fu al centro di polemiche. La donna gestiva feste cui partecipavano magistrati e alte personalità. Nel 2004 l'appartamento napoletano di Pupetta Maresca diventò un ufficio del Comune di Napoli destinato ai servizi sociali.
Chiusi i negozi di Napoli, si ritirò a Castellammare di Stabia, dove morì il 29 dicembre 2021 all'età di 86 anni.

## Nella cultura di massa
Alla vita di Pupetta Maresca sono stati dedicati alcuni film:
- La sfida (1958) di Francesco Rosi[6]
- Il caso Pupetta Maresca (1982) di Marisa Malfatti e Riccardo Tortora. Il film prodotto per la Rai fu trasmesso integralmente solo nel 1994, quando il Tribunale civile di Roma stabilì che la trasmissione non dovesse subire tagli e censure, perché non lesiva della reputazione della protagonista[7]
- Pupetta - Il coraggio e la passione, miniserie TV di quattro puntate per Canale 5[8] per la regia di Luciano Odorisio (2013), una versione romanzata nella quale Manuela Arcuri interpreta Assunta Marico, chiaramente ispirata alla figura della Maresca.